# Charis hermodora
Charis hermodora är en fjärilsart som beskrevs av Felder 1861. Charis hermodora ingår i släktet Charis och familjen Riodinidae. Inga underarter finns listade i Catalogue of Life.